# Arntor
Arntor è il secondo album della viking metal band norvegese Windir, uscito in europa nell'autunno 1999. L'album ha come tematiche generali le leggende e le vicende storiche della città natale di Valfar ovvero Sogndal. Le note di  "Arntor, Ein Windir" sono riprese da una vecchia canzone folk norvegese.

## Tracce
1. Byrjing (The Beginning) - 3:17
2. Arntor, ein windir (Arntor, a Warrior) - 6:56
3. Kong Hydnes Haug (The Burial Mound of King Hydnes) - 6:36
4. Svartesmeden Og Lundamyrstrollet (The Blacksmith and The Troll of Lundamyri) - 9:02
5. Kampen (The Struggle) - 6:35
6. Saknet (The Longing) - 10:03
7. Ending (Ending) - 3:38

## Formazione
- Valfar - voce, chitarra, basso, tastiere, fisarmonica
- Steingrim - batteria

### Ospiti
- Steinarson - voce